# Иванушка-дурачок (опера)
«Иванушка-дурачок» ― опера-сказка для детей в трёх актах, написанная русским композитором Цезарем Кюи в 1913 году по либретто Надежды Николаевны Доломановой по мотивам русских народных сказок (но не на основе одноимённого произведения Льва Толстого)
Оригинальное нотное издание 1913 также содержало параллельное название на французском: Jeannot "le bêtà" .
История исполнения оперы на сцене неизвестна.

## Сюжет
Действие I. На поляне в лесу Иван отвязывает свою лошадь. В его повозке есть вещи, которые он должен доставить домой для своей семьи, но вместо этого он опустошает телегу, чтобы расставить горшки вокруг замёрзших пней и разбросать зерно для птиц. Его родители и братья находят его, бранят его за глупость и запрещают садиться за один стол с ними.
Действие II. В лесу Иван собирает много грибов. К нему подходят братья и сообщают ему, что царь собирается устроить пир. Царь также объявил, что собирается выдать замуж свою дочь, царевну Елену, за того мужчину, которому удастся достать её платок и принести его на праздник. Когда его братья уходят, Иван намеревается пойти на праздник, но понимает, что его одежда не подходит, поэтому он зовёт свою лошадь, которая волшебным образом приносит ему богатое платье.
Действие III. Внутри царского дворца развлекаются скоморохи и придворные. Платок Елены найден, и она желает узнать своего таинственного жениха. Она замечает, что Иван прячется за плитой, и что у него есть платок, после чего царь приветствует своего нового зятя. Поняв, кто стал женихом, братья Ивана сначала думают о побеге, но вместо этого приближаются к нему и примиряются с ним, поскольку придворные хвалят Ивана, царя и его дочь.

## Роли
- Царь: альт
- Царевна [его дочь Елена]: сопрано
- Иванушка: меццо-сопрано
- 1-й брат Ивана: сопрано
- 2-й брат Ивана: меццо-сопрано
- Отец Ивана: альт
- Мать Ивана: сопрано
- Лошадь: альт или бас
- Придворные, скоморохи, гусляры, деревянные пни: хор